# 2-乙基丁酸
2-乙基丁酸，结构式CH3CH2CH(C2H5)COOH。

## 性质
无色透明液体。溶于醇、醚。

## 制备
1、由2-乙基丁醇氧化而得。
{\displaystyle \ (C_{2}H_{5})_{2}CHCH_{2}OH+O_{2}\rightarrow (C_{2}H_{5})_{2}CHCOOH+H_{2}O}
2、由3-戊醇在硫酸作用下於15～20°C与无水甲酸反应而得。
{\displaystyle \ (C_{2}H_{5})_{2}CHOH+HCOOH\rightarrow (C_{2}H_{5})_{2}CHCOOH+H_{2}O}

## 用途
用于生产增塑剂、防腐剂、干燥剂、调味剂、涂料、药物、化妆品等。